# Witold Zglenicki
Witold Leon Julian Zglenicki (russe: Витольд Згленицкий; né le 6 janvier 1850 à Wargawka; et mort le 6 juillet 1904 à Bakou) est un géologue, exploitant de pétrole et philanthrope polonais.

## Biographie
Il est le découvreur des riches gisements de pétrole du Caucase et considéré comme un pionnier dans le domaine de l’extraction du pétrole des fonds marins.
Zglenicki a fondé une fondation pour le développement de la culture et de la science polonaises. En remerciement pour cette fondation, il est surnommé le «Nobel polonais» en Pologne.